# Jiří Kujal
Jiří Kujal (* duben 1924) je bývalý český fotbalový brankář, učitel, a komunální politik za ODS.

## Hráčská kariéra
V československé lize chytal za SK Prostějov v prvním poválečném ročníku.

### Prvoligová bilance
| Ročník             | Zápasy | Góly | Minuty | Nuly | Klub         |
| ------------------ | ------ | ---- | ------ | ---- | ------------ |
| I. liga 1945/46    | –      | 0    | –      | 0    | SK Prostějov |
| CELKEM I. ČS. LIGA | –      | 0    | –      | 0    |              |